# La Communauté d'Oceana
Pour les articles homonymes, voir Oceana.
La Communauté d'Oceana ou Oceana, publié en 1656, est une œuvre de philosophie politique rédigée par l'essayiste et politicien anglais James Harrington (1611–1677). 

## Histoire
L'infructueuse première tentative de publication est censurée par le Lord Protecteur Oliver Cromwell (1599–1658). L'ouvrage est finalement publié avec une dédicace à Cromwell.

## Contenu
Le chef-d'œuvre de Harrington, Oceana est un exposé à propos d'une constitution idéale, conçue pour permettre l'existence d'une république utopique. Oceana est considéré, à l'époque, comme une métaphore de l'interrègne anglais, avec le législateur bienfaisant Olphaus Megaletor dans le rôle de Cromwell. Les détails de cette constitution sont énoncés, depuis les droits de l'État jusqu'au salaire des petits fonctionnaires. Ces stratégies n'étaient pas appliquées à l'époque.
Selon Harrington, l'élément déterminant de pouvoir, dans un État, est la propriété, en particulier la propriété foncière. Ainsi, pour éviter la concentration du pouvoir, Harrington recommande une loi agraire, limitant l'exploitation de terres à la surface produisant un revenu de 2 000 £, et insistant par conséquent sur des modes particuliers de répartition de la propriété foncière.  Dans son livre  Art ot Lawgiving, Harrington affirme que la distribution des terres produit la nature du régime politique
La seconde composante de son argumentation est que le pouvoir exécutif devrait n'être entre les mains d'un homme, d'un groupe d'homme ou d'une classe d'homme que pour un temps limité. Concrètement, Harrington défend une règle de rotation au pouvoir par le biais d'élection. Un tiers de l'exécutif ou du Sénat sont élus chaque année et nul ne peut rester élu plus de trois ans. Harrington explique très précisément comment l'état et ses organes gouvernants doivent être constitués dans le régime qu'il envisage. Il imagine un Sénat de 300 membres et une chambre des représentants de 1050 membres, élus au suffrage censitaire. Le Sénat a l'initiative des lois et en discute. La Chambre des représentants accepte ou rejette les lois, sans en débattre.
À l’équilibre de la propriété (« balance of dominion ») doit correspondre l’équilibre des pouvoirs (« balance of power »). 

## Publication
The Commonwealth of Oceana a deux premières éditions, celle de Daniel Pakeman et celle de Livewell Chapman, par l'imprimeur londonien John Streater, entre septembre et novembre 1656. Leurs contenus sont presque identiques. 
L'édition de Chapman est inscrite dans le Stationers' Register du 19 septembre, et est d'abord annoncée pour la semaine du 6 novembre dans le Mercurius Politicus, organe "quasi-officiel" du Commonwealth. 
La première édition du livre est saisie chez l'imprimeur et emmenée à Whitehall. Harrington fait appel à Elizabeth Claypole, la fille préférée de Cromwell, qui accepte d'intervenir auprès de son père. Le livre continue d'être publié, est largement lu et attaqué par Henry Ferne, futur évêque de Chester, et par Matthew Wren. En 1659, une version abrégée en trois volumes, intitulé The Art of Lawgiving, est publiée.
L'orientaliste allemand Johann-Michael Wansleben se consacre, dès 1665, à la copie manuscrite des œuvres de Harrington, parmi lequelles Oceana.
Le premier éditeur de Harrington est John Toland (1670–1722), qui publie, en 1700, The Oceana and other Works of James Harrington, with an Account of his Life que l'on peut traduire par Oceana et autres travaux de James Harrington, avec un récit de sa vie. Il est d'abord réimprimé à Dublin en 1737 et 1758 dans une édition enrichie, contenant une version de Plato Redivivus de Henry Neville ainsi qu'une annexe de divers travaux de Harrington compilés par le révérant Thomas Birch (1705–1766). Cette édition apparaît à Londres en 1747 puis en 1771.
Oceana est réimprimé à la Bibliothèque universelle d'Henry Morley en 1883. S.B. Liljegren réédite une version méticuleuse de l'édition Pakeman en 1924. Une grande partie du canon restant de Harrington comprend des documents, des pamphlets, des aphorismes, voire des traités, qui défendent inébranlablement le régime controversé.
En France, Harrington n'est traduit qu'en 1795 par Pierre-François Henry, après l'adoption de la Constitution de l'an III par la Convention. Le Magasin pittoresque en donne un résumé en janvier 1838. En 1995, les éditions Belin, publient l'ouvrage dans la collection Littérature et Politique

## Postérité
Les idées  d’Harrington trouvent un écho dans la France du XVIIIe siècle.  Des penseurs et philosophes français comme Montesquieu, Rousseau et Sieyès, Saige, le citent où s'en inspirent. Un modèle de constitution pour la nation française, daté du 25 septembre 1792, avec une préface signée de Théodore Le Sueur, transpose fidèlement les idées développées dans Oceana. Ses œuvres sont connues en anglais, car leur première traduction en français ne date que de 1795.

### Articles
- Raymond Polin, « Économie et politique au XVIIe siècle : l' « Oceana » de James Harrington », Revue française de science politique,‎ 1952,  2-1, p. 24-41 (lire en ligne)
- Louis Moreau de Bellaing, « James Harrington, Océana, précédé de : John Greville Agard Pocock, L'œuvre politique d'Harrington, Paris, Éditions Belin, 1995 », L'Homme et la société, vol. 117, no 3,‎ 1995, p. 186–187 (lire en ligne, consulté le 9 juin 2025)
- Raymonde Monnier, « Les enjeux de la traduction des Œuvres politiques de James Harrington sous la Convention », Philosophical Enquiries : revue des philosophie anglophones « Républiques anglaises », no 8,‎ juin 2017 (lire en ligne [PDF])
- Myriam-Isabelle Ducrocq, « Ville, Mer, Campagne dans l’utopie de républicaine de James Harrington, The Commonwealth of Oceana (1656) », HAL (Le Centre pour la Communication Scientifique Directe),‎ 1er janvier 2013 (lire en ligne, consulté le 27 juin 2025)

### Ouvrages
- Sharp, R.A., « The Manuscript Versions of Harrington's Oceana », Historical Journal 16, 2 (1973), 227–39.
- Pocock, J.G.A., ed. The Commonwealth of Oceana and A System of Politics (Cambridge: 1992).
- James Harrington (trad. Pierre François Henry, préf. J. G. A. Pocock), Oceana, précédée "L'œuvre politique de James Harrington" par J. G. A. Pocock, Belin, 1995, 480 p.
- J.G.A. Pocock, « Editorial and Historical Introductions », The Political Works of James Harrington (Cambridge: 1977), xi–xviii ; 1–152.
- Worden Blair, « James Harrington and The Commonwealth of Oceana, 1656 and Harrington's Oceana: origins and aftermath, 1651–1660 », in David Wootton, ed. Republicanism, liberty, and commercial society, 1649–1776 (Stanford: 1994).
- Christophe Miqueu ; Jean Terrel (dir.), Harrington et le républicanisme à l'âge classique (Textes), Pessac : Presses universitaires de Bordeaux, 2014, 234 p. (ISBN 978-2-86781-896-7)
- Myriam-Isabelle Ducrocq, La République de Harrington dans la France des Lumières et de la Révolution, Voltaire Foundation in association with Liverpool University Press, 2023, 368 p. (ISBN 9781802070606)
- C. B. Macpherson (trad. Michel Fuchs), La théorie politique de l'individualisme possessif de Hobbes à Locke  (chap. III : Harrington, l'État et l'égalité des chances, nrf Gallimard, 1971, p. 177 - 213